# Aeromarine-Klemm AKL26
Die Aeromarine-Klemm AKL26 war ein ziviles Schul- und Sportflugzeug der US-amerikanischen Aeromarine Plane and Motor Company aus dem Jahr 1929.

## Geschichte
Die Aeromarine-Klemm AKL26 wurde bei der Aeromarine-Klemm Corporation in Keyport, New Jersey als Lizenznachbau der Klemm L26 der Leichtflugzeugbau Klemm seit 1929 gefertigt. Da das leistungsschwache Einstiegsmodell Aeromarine-Klemm AKL25 mit einem 40 PS starken Salmson-AD9-Motor in den USA nur wenig Interessenten fand, wurde die Aeromarine-Klemm AKL25B bereits mit einem leistungsstärkeren 85 PS LeBlond-Motor angeboten.
Nachdem 1929 die Konstruktion der Klemm L26 zur Verfügung stand, übernahm die Aeromarine-Klemm Corporation den Entwurf unter der Bezeichnung Aeromarine-Klemm AKL60 für die Anpassung an den amerikanischen Markt. Da die bei der Klemm L26 vorgesehenen Siemens und Argus-Motore in den USA nicht verfügbar waren, kam bei der Aeromarine-Klemm AKL60 ein 60 PS Rearwind LeBlond-5D-Radialmotor zum Einsatz. Es entstanden drei AKL60-Prototypen, die aus AKL25-Serienflugzeugen umgerüstet wurden. Die Zulassung wurde im August 1929 für die Aeromarine-Klemm AKL60 erteilt. Die Serienaufnahme erfolgte unter der Bezeichnung Aeromarine-Klemm AKL26.
Trotz des leistungsstärkeren Motors fand auch die Aeromarine-Klemm AKL26 nur wenige Interessenten, da die Reichweite für amerikanische Reiseflüge zu gering war. Durch den Einbau von Zusatztanks wurde die Reichweite von ursprünglich 525 km auf 780 km erhöht. Gleichzeitig wurde die Rumpf und Flügelstruktur grundlegend überarbeitet, um die Maschine auch für leistungsstärkere, schwerere Motor nutzbar zu machen. Markantes äußeres Unterscheidungsmerkmal der weiterentwickelten AKL26 war das neue trapezförmige Leitwerk. Die grundlegend überarbeitete Maschine wurde als Aeromarine-Klemm AKL26A vermarktet und wich erheblich von Originalentwurf der Klemm L26 ab. Die meisten bereits fertiggestellten AKL26 wurden später zu AKL26A umgebaut. Etwa 40 AKL26A entstanden bis 1930.
Mit der Aeromarine-Klemm AKL85 entstand 1929 eine leistungsstärkere Variante der AKL26A. Sie erhielt einen 86 PS starken Rearwind LeBlond-5DF-Motor. Die Zulassung der leistungsstärkeren AKL26 wurde im Juli 1930 erteilt. Auf Grund ihrer geringeren Reichweite wurde sie parallel zur AKL26A als Aeromarine-Klemm AKL26B vermarktet. Etwa 16 AKL26B entstanden noch bis zur Insolvenz der Aeromarine-Klemm Corporation.
Eine weitere Variante war die Aeromarine-Klemm AKL70, die speziell für Flugschulen mit Doppelsteuerung und einem 70 PS Rearwind BeBlond 5E Motor ausgestattet war. Ein Prototyp entstand bis zur Einstellung des Betriebs bei der Aeromarine-Klemm Corporation nicht mehr.
Die Serienfertigung der AKL26A und AKL26B endete mit der Insolvenz der Aeromarine-Klemm Corporation im Jahr 1930. Die nicht verkauften Lagerbestände übernahm später die Uppercu-Burnelli Aircraft Corporation und verkaufte diese noch bis Mitte der 30er Jahre. Einige AKL26-Restbestände kamen 1937 zur Keane Aircraft Corporation, die eine Wiederaufnahme der Aeromarine-Klemm AKL27 Serienfertigung beabsichtigte. Die genaue Zahl gefertigter AKL26 ist auf Grund vielfacher Umbauten und Umrüstungen schwer feststellbar. Es scheinen mindestens 54 AKL26 aller Typen bis zur WNr. 3-83 fertiggestellt worden zu sein. Weitere AKL26 wurden vermutlich nach der Insolvenz mit Salmson-Motoren durch den Insolvenzverwalter fertiggestellt.

## Varianten
- AKL60 – Prototyp mit 60 PS LeBlond 5D
- AKL70 – Entwurf eines Schulzweisitzers mit 70 PS LeBlond 5E
- AKL85 – Prototyp mit 86 PS LeBlond 5DF
- AKL26 – Serienmaschine mit 60 PS LeBlond 5D (ex AKL60)
- AKL26A – Serienmaschine mit 60 PS LeBlond 5D und Zusatztank für 780 km Reichweite
- AKL26B – Serienmaschine mit 86 PS LeBlond 5DF und Zusatztank für 620 km Reichweite
- AKL26X – umgerüstete Experimentalflugzeuge z. B. mit 80 PS Genet oder 65 PS Velie M5-Motor

## Technische Daten
| Kenngröße             | AKL26A                                   |
| --------------------- | ---------------------------------------- |
| Besatzung             | 1                                        |
| Passagiere            | 1                                        |
| Länge                 | 7,16 m                                   |
| Spannweite            | 12,48 m                                  |
| Höhe                  | 2,13 m                                   |
| Flügelfläche          | 18,00 m²                                 |
| Flügelstreckung       | 8,7                                      |
| Leermasse             | 456 kg                                   |
| max. Startmasse       | 712 kg                                   |
| Reisegeschwindigkeit  | 136 km/h                                 |
| Höchstgeschwindigkeit | 149 km/h                                 |
| Dienstgipfelhöhe      | 3660 m                                   |
| Reichweite            | 770 km                                   |
| Triebwerke            | ein Rearwin LeBlond 5F mit 60 PS (44 kW) |

## Verbleib

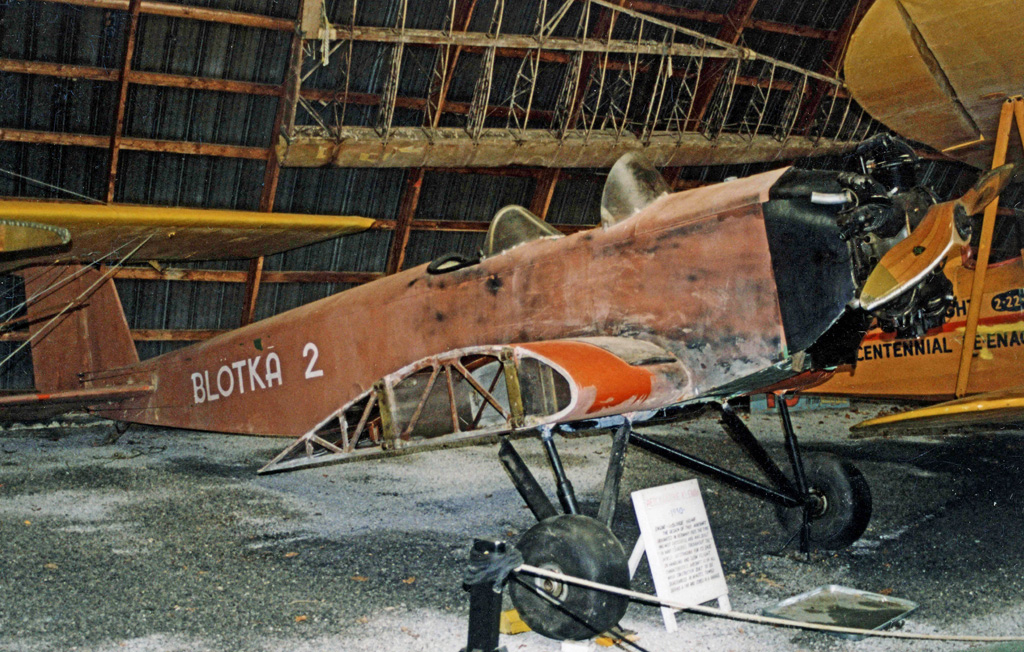
Klemm Aeromarine AKL-26A NC320N Rhinebeck 10.06.05

Von den etwa 60 gebauten Aeromarine Klemm AKL26 ist eine noch ein einzelnes Exemplar vorhanden. Die Reste einer zweiten AKL26 werden zurzeit in Frankreich komplettiert. Außerdem existiert in den USA noch ein AKL26-ähnlicher Nachbau. Weitere Informationen zu den einzelnen Flugzeugen findet man bei 
- WNr. 2-59, NC320N, wird z. Zt. in der öffentlichen Ausstellung des Old Rhinebeck Aerodrome Museums in Rhinebeck, USA restauriert
- WNr. 86, ex N753N, Reste des Flugzeugs werden z. Zt. in Cerny, Frankreich komplettiert und sollen flugfähig zusammengesetzt werden
- (WNr. 3001), N4363P, AKL-Replika aus den 90er Jahren, flugfähig in Ft. Lupton, USA